# Wushu nos Jogos Mundiais de 2009
As competições de wushu (ou kung fu) nos Jogos Mundiais de 2009 ocorreram entre 23 e 24 de julho no Ginásio Kaohsiung County. Treze eventos foram disputados.

## Quadro de medalhas
Nota: as medalhas não fazem parte do quadro oficial de medalhas dos Jogos.
| Ordem | País          | Medalha de ouro | Medalha de prata | Medalha de bronze |    |
| ----- | ------------- | --------------- | ---------------- | ----------------- | -- |
| 1     | China         | 8               |                  |                   | 8  |
| 2     | Rússia        | 2               | 2                | 1                 | 5  |
| 3     | Irã           | 2               | 1                | 1                 | 4  |
| 4     | Taipé Chinesa | 1               | 3                | 1                 | 5  |
| 5     | Vietname      |                 | 2                | 2                 | 4  |
| 6     | Japão         |                 | 2                | 1                 | 3  |
| 6     | Hong Kong     |                 | 2                | 1                 | 3  |
| 8     | Filipinas     |                 | 1                |                   | 1  |
| 10    | Malásia       |                 |                  | 2                 | 2  |
| 11    | Coreia do Sul |                 |                  | 1                 | 1  |
| 11    | Indonésia     |                 |                  | 1                 | 1  |
| TOTAL | TOTAL         | 13              | 13               | 11                | 37 |

## Medalhistas
| Evento                                               | Ouro                    | Prata                  | Bronze                    |
| Changquan masculino (detalhes)                       | CHN Yuan Xiaochao       | JPN Daisuke Ichikizaki | RUS Semen Udelov          |
| Daoshu & Gunshu combinado masculino (detalhes)       | CHN Zhao Qingjian       | HKG Cheng Chung Hang   | VIE Duc Trong Tran        |
| Nanquan & Nandao combinado masculino (detalhes)      | TPE Peng Wei Chua       | IRI Farshad Arabi      | MAS Mun Hua Ho            |
| Taijiquan & Taijijian combinado masculino (detalhes) | CHN Wu Yanan            | HKG Hei Zhi Hong       | MAS Yang Lee              |
| Changquan feminino (detalhes)                        | RUS Daria Tarasova      | VIE Tra My Vu          | INA Susyana Tjhan         |
| Jianshu & Qiangshu combinado feminino (detalhes)     | CHN Ma Lingjuan         | TPE Chen Shao Chi      | VIE Nguyen Mai Phuong     |
| Nanquan & Nandao combinado feminino (detalhes)       | CHN Lin Fan             | JPN Erika Kojima       | HKG Yuen Ka Ying          |
| Taijiquan & Taijijian combinado feminino (detalhes)  | CHN Cui Wenjuan         | TPE Fan Man Yun        | JPN Ai Miyaoka            |
| Até 56 kg masculino (detalhes)                       | CHN Duan Hansong        | RUS Sait Khayrulaev    | Nenhuma                   |
| Até 70 kg masculino (detalhes)                       | RUS Murad Akhadov       | TPE Chou Ting Yuan     | KOR Kim Deuk-Su           |
| Até 85 kg masculino (detalhes)                       | IRI Hamidreza Gholipour | RUS Muslim Salikov     | Nenhuma                   |
| Até 52 kg feminino (detalhes)                        | CHN E Meidie            | VIE Nguyen Thuy Ngan   | IRI Maryam Tavakoli Roudi |
| Até 60 kg feminino (detalhes)                        | IRI Zahra Karimi        | PHI Mariane Mariano    | TPE Kao Yu Chuan          |